# Chrysops amazon
Chrysops amazon är en tvåvingeart som beskrevs av Daecke 1905. Chrysops amazon ingår i släktet Chrysops och familjen bromsar. Inga underarter finns listade i Catalogue of Life.